# Обергренинген
Обергренинген (њем. Obergröningen) општина је у њемачкој савезној држави Баден-Виртемберг. Једно је од 42 општинска средишта округа Осталб. Према процјени из 2010. у општини је живјело 462 становника. Посједује регионалну шифру (AGS) 8136049.

## Географски и демографски подаци
Обергренинген се налази у савезној држави Баден-Виртемберг у округу Осталб. Општина се налази на надморској висини од 500 метара. Површина општине износи 5,9 km². У самом мјесту је, према процјени из 2010. године, живјело 462 становника. Просјечна густина становништва износи 79 становника/km².